# Kanton Mutzig
Mutzig is een kanton van het Franse departement Bas-Rhin.
Op 22 maart 2015 werd het kanton gevormd uit de gemeentes van de voormalige kantons Villé, Saales en Schirmeck en tien gemeentes die van het kanton Molsheim werden afgesplitst. Omdat de arrondissementsgrenzen niet veranderden ligt het kanton Mutzig in twee arrondissementen. De achttien gemeentes van het voormalige kanton Villé vallen namelijk onder het arrondissement Sélestat-Erstein, de rest onder het arrondissement Molsheim.

## Gemeentes
Het kanton is samengesteld uit de volgende gemeentes:
- Albé
- Barembach
- Bassemberg
- Bellefosse
- Belmont
- Blancherupt
- Bourg-Bruche
- Breitenau
- Breitenbach
- La Broque
- Colroy-la-Roche
- Dieffenbach-au-Val
- Dinsheim-sur-Bruche
- Fouchy
- Fouday
- Grandfontaine
- Gresswiller
- Heiligenberg
- Lalaye
- Lutzelhouse
- Maisonsgoutte
- Muhlbach-sur-Bruche
- Mutzig
- Natzwiller
- Neubois
- Neuve-Eglise
- Neuviller-la-Roche
- Niederhaslach
- Oberhaslach
- Plaine
- Ranrupt
- Rothau
- Russ
- Saales
- Saint-Blaise-la-Roche
- Saint-Martin
- Saint-Maurice
- Saint-Pierre-Bois
- Saulxures
- Schirmeck
- Solbach
- Steige
- Still
- Thanvillé
- Triembach-au-Val
- Urbeis
- Urmatt
- Villé
- Waldersbach
- Wildersbach
- Wisches